# Forel (Vaud)
Forel é uma comuna da Suíça, situada no distrito de Lavaux-Oron, no cantão de Vaud. Tem 18,53 km² de área e sua população em 2018 foi estimada em 2.078 habitantes.